# روبن جوهانس
روبن جوهانس (بالإنجليزية: Reuben Johannes)‏ هو لاعب اتحاد الرغبي جنوب أفريقي، ولد في 5 أكتوبر 1990 في Bellville, South Africa ‏ في جنوب أفريقيا.